# Turn-Europameisterschaften 1971 (Frauen)
Die achten Turn-Europameisterschaften der Frauen fanden 1971 in Minsk statt. Die Europameisterschaften im eigenen Land konnte die Sowjetunion mit sechs Goldmedaillen klar für sich entscheiden. Zum ersten Mal gelang einer Turnerin aus der BR Deutschland der Einzug in ein Gerätefinale.

## Teilnehmer
| - Belgien - Bulgarien - Dänemark - DDR - BR Deutschland - Finnland - Frankreich | - Italien - Jugoslawien - Niederlande - Norwegen - Österreich - Polen - Rumänien | - Schweden - Schweiz - Spanien - Sowjetunion - Ungarn - Vereinigtes Königreich - Tschechoslowakei |

## Ergebnisse

### Mehrkampf
|      |                         |        |
| Rang | Athletin                | Punkte |
| 1    | Tamara Lasakowitsch     | 38.850 |
| 1    | Ljudmila Turischtschewa | 38.850 |
| 3    | Erika Zuchold           | 38.300 |
| 4    | Soňa Brázdová           | 37.650 |
| 4    | Ilona Békési            | 37.650 |
| 6    | Angelika Hellmann       | 37.300 |
| 7    | Jutta Oltersdorf        | 36.900 |
| 8    | Uta Schorn              | 36.800 |

### Gerätefinals
| Rang | Athletin                | Punkte |
| ---- | ----------------------- | ------ |
| 1    | Ljudmila Turischtschewa | 19.600 |
| 2    | Tamara Lasakowitsch     | 19.550 |
| 3    | Erika Zuchold           | 19.500 |
| 4    | Elena Ceampelea         | 19.000 |
| 5    | Soňa Brázdová           | 18.950 |
| 6    | Ilona Békési            | 18.850 |

| Rang | Athletin                | Punkte |
| ---- | ----------------------- | ------ |
| 1    | Tamara Lasakowitsch     | 19.350 |
| 2    | Ljudmila Turischtschewa | 19.200 |
| 3    | Angelika Hellmann       | 19.000 |
| 4    | Ilona Békési            | 18.950 |
| 5    | Erika Zuchold           | 18.800 |
| 6    | Jutta Oltersdorf        | 18.650 |

| Rang | Athletin                | Punkte |
| ---- | ----------------------- | ------ |
| 1    | Tamara Lasakowitsch     | 19.200 |
| 2    | Ljudmila Turischtschewa | 19.150 |
| 3    | Erika Zuchold           | 19.000 |
| 4    | Soňa Brázdová           | 18.900 |
| 5    | Ilona Békési            | 18.800 |
| 6    | Angelika Hellmann       | 18.500 |

| Rang | Athletin                | Punkte |
| ---- | ----------------------- | ------ |
| 1    | Ljudmila Turischtschewa | 19.650 |
| 2    | Tamara Lasakowitsch     | 19.600 |
| 3    | Erika Zuchold           | 19.250 |
| 4    | Soňa Brázdová           | 18.950 |
| 5    | Ilona Békési            | 18.850 |
| 6    | Zdena Dorňáková         | 18.750 |

## Medaillenspiegel
|      |             |      |        |        |        |
| Rang | Land        | Gold | Silber | Bronze | Gesamt |
| 1    | Sowjetunion | 6    | 4      | –      | 10     |
| 2    | DDR         | –    | –      | 5      | 5      |